# 恩里科·屈恩
恩里科·屈恩（德語：Enrico Kühn，1977年3月10日—），德国前男子雪车运动员。他曾代表德国参加2002年冬季奥林匹克运动会雪车比赛，联同安德烈·朗厄、凯温·库斯克和卡斯滕·恩巴赫获得男子四人金牌。